# 丙二酸单胞菌属
丙二酸单胞菌属為除硫单胞菌目除硫单胞菌科的一属厌氧革兰氏阴性菌。直杆或微弯杆。分离于无氧的海水泥土。此属的模式种且为唯一种为深红丙二酸单胞菌(Malonomonas rubra)。

## 下属物种
- 深红丙二酸单胞菌 Malonomonas rubra Dehning and Schink 1990